# Грозненский дендрологический сад
Грозненский дендрологический сад — памятник природы, расположенный в Чечне, в 2 км к северо-востоку от перекрёстка федеральной трассы «Кавказ» с дорогой ведущей в Грозный. Заложен в 1966 году работниками городского лесхоза. В дендрарии растут 260 видов растений. Средняя высота деревьев примерно 22 метра, а их диаметр — 30-32 см.
С ноября 2006 года имеет статус особо охраняемой природной территории регионального (республиканского) значения.

## Флора
Некоторые растения, произрастающие в дендрарии:
- айва японская;
- арония черноплодная;
- дуб красный;
- дуб черешчатый;
- ель канадская серебристая;
- жимолость татарская;
- клён красный;
- пихта;
- платан;
- плосковеточник;
- смородина золотистая;